# Moses Mathendele Dlamini
Dr. Moises Mathendele Dlamini (nascido em 2 de dezembro de 1947) é um político Swazi. Ele foi um Senador e está agindo como governador de Mbelebeleni em Shiselweni. Ele também foi Ministro dos Negócios Estrangeiros e Comércio da Suazilândia em 2006 a 2008. Desde outubro de 2008, ele foi servir para o rei Mswati III o conselho consultivo ou  conselho nacional de comissão permanente da Suazilândia (conselho supremo Liqoqo).

## Família
Ele é o filho do Príncipe Gombolo Dlamini (apelidado de Mashayekhatsi) que serviu no exército durante a segunda Guerra Mundial e é o grande filho do Príncipe Velebantfu Dlamini, que foi governador em Mbelebeleni em Shiselweni. Seu grande grande pai é o príncipe Mtfonga que era filho do príncipe Matintinti que era irmão do Rei Mswati II e filho do rei Somhlolo. Sua esposa é Dona Maria buyile Dlamini, nascida em 31 de janeiro de 1951. Seus filhos são Ngeti Dlamini (filha mais velha), Taka Dlamini (segunda a nascer), Zwakele Dlamini (terceiro filho), Dumezweni Dlamini (segunda filha e irmã gêmea de Dumile Dlamini), Dumile Dlamini (terceira e a irmã Gêmea de Dumezweni Dlamini) e, finalmente, Tivamile Dlamini (filha mais nova).

## Carreira
Foi professor do ensino médio, alto dirigente da escola; secretário particular do falecido ex-Primeiro-Ministro Príncipe Bhekimpi Dlamini, chefe de uma agência de segurança e trabalhou no conselho de Manzini.
Ele começou a entrar para a política Suazi em algum momento na década de 1970, durante a greve dos professores. Todos os professores foram convocados por sua Majestade o rei Sobhuza II, para expressar suas preocupações. Neste dia, um dos principais oradores para falar em nome dos professores, foi o falecido ex-vice-primeiro-ministro Albert Shabangu. Dlamini não foi convidado para falar sobre esse dia, mas os seus colegas pediram que ele deve falar em nome deles. Ele falou com a eloquente SiSwati e recebeu amplo apoio dos seus colegas por ter defendido a sua greve e claramente fazendo as necessidades dos professores conhecidos. De tempos a tempos, Dlamini iria servir o Rei Sobhuza II.
Enquanto servia no conselho consultivo do rei, ele é também a cabeça do SADC, que é um grupo da SADC de manutenção da paz, as tropas encarregadas de envolver-se em áreas de conflito para instalar a paz. Abaixo, o Dr. Dlamini em termos de classificação é o Chefe do exército, chefe de e comandantes de generais de vários batalhões. Dlamini enviou relatórios para sua majestade o Rei Mswati III , como presidente da TROIKA da SADC sobre política, defesa e segurança. Ele foi nomeado nesta posição em fevereiro de 2009 por sua majestade o rei Mswati III. Antes, Dlamini serviu como o embaixador das Nações Unidas representando Suazilândia e a República da China em Taiwan. Mais tarde ele foi nomeado para o Senado, onde ele também foi eleito Presidente do Senado.